# Тхимпху (окръг)
Тхимпху (на дзонгкха: ཐིམ་ཕུ་རྫོང་ཁག་) е един от 20-те окръга на Бутан. Населението му е 138 736 жители (по преброяване от май 2017 г.), а площта 1792 кв. км. Намира се в часова зона UTC+6. ISO 3166 – 2 кодът му е BT-15.

- Тхимпху (окръг)
- Гледка към града Тхимпху
- оризовите тераси
- къща в чифлик
- Разширяване на пътя за Дочу Ла
- 108 хортен на Дочу Ла
- Изглед от Дочу Ла